# 怡亚通
怡亚通（Eternal Asia），全称深圳市怡亚通供应链股份有限公司，成立于1997年，总部设在广东省深圳市，是中国第一家上市的供应链企业（深交所：002183）。
怡亚通旗下现有300余家分支机构，全球员工逾两万人，业务领域覆盖快消、IT、通讯、医疗、化工、家电、服装、安防、贵金属等行业，是全球100余家世界500强及1000多家企业提供专业供应链服务。

## 公司概述
怡亚通在中国率先构筑流通行业供应链生态圈，构建了五大服务平台：B2B/O2O分销服务平台、B2C/O2O零售服务平台、O2O金融服务平台、O2O终端营销平台和 O2O增值服务平台。怡亚通以“3+5生态战略”为核心： “3”是指宇商网（B2B）+云微店（和乐网的网上商店）+和乐网（B2C）； “5”是包括线下分销平台+O2O金融+终端传媒+零售服务平台+增值服务。